# Saturnalije
Saturnalije so bile starodavni rimski praznik v čast boga Saturna, ki je potekal 17. decembra po julijanskem koledarju in se kasneje s praznovanji razširil do 23. decembra. Praznik so praznovali z žrtvovanjem v Saturnovem templju v Rimskem forumu in javno pogostitvijo, sledilo je zasebno obdarovanje, nenehne zabave in pustno vzdušje, ki je razveljavilo rimske družbene norme: igre na srečo so bile dovoljene, mojstri pa namizna postrežba za njihove sužnje, saj se je to videlo kot čas svobode tako za sužnje kot za osvobojence. Običajna navada je bila izvolitev 'kralja Saturnalij', ki je ljudem dajal ukaze, ki naj bi jih upoštevali in vodili veseljačenje. Izmenjana darila so bila navadno darila ali majhne figurice iz voska ali keramike, znane kot sigillaria. Pesnik Gaj Valerij Katul ga je označil za 'najboljše dni'.
Saturnalije so bile rimski ekvivalent prejšnjemu grškemu prazniku Kronia, ki so ga praznovali v atiškem mesecu Hekatombajon v poznem poletju. Imel je teološki pomen za nekatere Rimljane, ki so v njem videli obnovo starodavne zlate dobe, ko je svetu vladal Saturn. Neoplatonistični filozof Porfirij je svobodo, povezano s Saturnalijami, razlagal kot simbol »osvoboditve duš v nesmrtnost«. Saturnalije so morda vplivale na nekatere običaje, povezane s poznejšimi praznovanji v zahodni Evropi, ki so se zgodila sredi zime, zlasti na tradicije, povezane z božičem, praznikom svetih nedolžnih in Svetih treh kraljev.

## Izvor
V rimski mitologiji je bil Saturn kmetijsko božanstvo, ki naj bi vladalo po vsem svetu v zlati dobi, ko so ljudje v stanju nedolžnosti uživali v spontani blagodati zemlje brez dela. Razveseljevanja Saturnalij naj bi odražale razmere izgubljene mitske dobe. Grški ekvivalent je bila Kronia, ki so jo praznovali dvanajsti dan meseca Hekatombaion, ki se je zgodila od sredine julija do sredine avgusta po atiškem koledarju. Grški pisatelj Athenaeus navaja tudi številne druge primere podobnih festivalov, ki so se praznovali po vsem grško-rimskem svetu, vključno s kretskim festivalom Hermaia v čast Hermesu, neimenovanim festivalom iz Troezena v čast Pozejdona, tesalskim festivalom Peloria leta čast Zevsa Peloriosa in neimenovani festival iz Babilona.
Najbolj znani rimski praznik, Saturnalije kot celote niso opisane od začetka do konca v nobenem starodavnem viru. Sodobno razumevanje festivala je sestavljeno iz več poročil, ki obravnavajo različne vidike Saturnalije so bile dramatična postavitev večglasnega dela tega imena s strani Macrobiusa, latinskega pisatelja iz pozne antike, ki je glavni vir informacij o praznikih. Macrobij opisuje vladavino Justinovega kralja Saturna kot »čas velike sreče, tako zaradi vseobsegajočega obilja, ki je prevladovalo, kot še zato, ker še ni bilo delitve na obveznice in proste - kot se lahko zbere iz celotne licence, ki jo je užival s strani sužnjev v Saturnalijah«. V Lukijanovih Saturnalijah je Kronos sam tisti, ki razglaša »praznični čas, ko je dovoljeno biti pijan, sužnji pa imajo dovoljenje za sramotenje svojih gospodov«.
V eni od interpretacij v Macrobiusovem delu je Saturnalija festival svetlobe, ki vodi v zimski solsticij, z obilno prisotnostjo sveč, ki simbolizirajo iskanje znanja in resnice. Obnovo svetlobe in prihod novega leta so 23. decembra praznovali v poznejšem rimskem cesarstvu v Dies Natalis Solis Invicti, 'rojstnem dnevu neosvojljivega sonca'.
Priljubljenost Saturnalij se je nadaljevala tudi v 3. in 4. stoletju našega štetja in ko je Rimsko cesarstvo sprejelo krščanstvo kot uradno religijo, so bili številni običaji preoblikovani v sezonska praznovanja božiča in novega leta ali vsaj vplivali nanje.